# Shedir
Shedir (α Cas / α Cassiopeiae / Alfa Cassiopeiae, conosciuta anche come Shedar, Schedar (AFI: /ˈskɛdar/), Schedir, Shadar o Shedir) è la stella più brillante della costellazione di Cassiopea. Il suo nome proprio deriva dall'arabo صدر, şadr, che significa busto. Esso deriva dal fatto che essa è posta proprio nel cuore di questa figura mitologica, rappresentata solitamente come seduta e con uno specchio in mano, intenta a pettinarsi i capelli.

## Osservazione
Sebbene Shedir, con una magnitudine apparente di  +2,25, sia per la maggior parte del tempo la stella più luminosa della costellazione, è a volte superata dalla variabile Gamma Cassiopeiae, che può in certi periodi arrivare fino alla magnitudine apparente di +2,15. Inoltre Beta Cassiopeiae, benché meno luminosa, lo è così di poco (solo 3 centesimi di magnitudine), che la differenza è difficilmente apprezzabile ad occhio nudo.
Nell'asterismo a forma di W, formato dalle stelle più luminose della costellazione, Shedir occupa uno dei due vertici in basso, essendo l'altro formato da Delta Cassiopeiae. Essa è posta molto a settentrione nella sfera celeste, come tutta la costellazione, tanto da apparire circumpolare in Canada, in buona parte degli Stati Uniti, in tutta l'Europa settentrionale e centrale e in quasi tutta la Russia. Posta a 57ºN, Shedir è invisibile più a sud del 33º parallelo dell'emisfero australe, cioè in Argentina, Sudafrica e in parte dell'Australia.

## Caratteristiche
Poiché Shedir è posta ad approssimativamente 229 anni luce dalla Terra e data la sua luminosità apparente, si può inferire una luminosità intrinseca che ammonta a circa 885 volte quella del Sole. Più che dalla temperatura, tale notevole luminosità è data dalla grande superficie radiante della stella. In effetti la temperatura superficiale di Shedir è 4.625 K, un po' inferiore a quella del Sole che è di circa 5.700 K. Questa temperatura fa sì che Shedir sia assegnata alla classe spettrale K0. Il raggio di Shedir è invece 45 volte quello solare, come è risultato da misurazioni dirette effettuate con tecniche interferometriche. Infatti l'ampiezza del disco di Shedir, visto dalla Terra, risulta essere 5,62 ± 0,06 mas, che dalla distanza di 229 anni luce, dà un tale valore. Un raggio così grande non stupisce dato che Shedir è classificata come stella gigante e di conseguenza le è stata assegnata la classe MMK IIIa. La lettera a significa che essa si pone fra le giganti più brillanti, tanto da essere al limite fra la classe III e la classe II (cioè quella delle giganti luminose).
Questa brillantezza suggerisce che la massa di Shedir sia 4-5 volte quella solare. Vecchia 100-200 milioni di anni, Shedir ha iniziato la sua esistenza come una stella di classe B. Ha tuttavia esaurito l'idrogeno nel suo nucleo, il quale contraendosi e scaldandosi ha fatto gonfiare e raffreddare gli strati superficiali della stella. Il suo destino finale è quello di diventare una nana bianca C-O.
La metallicità di Shedir, cioè l'abbondanza di elementi diversi dall'idrogeno e dall'elio, è -0,09. Ciò significa che l'abbondanza di metalli in Shedir è circa l'80% di quella del Sole. Poiché nel Sole tale abbondanza è 1,6%, in Shedir è circa 1,28%.

## Una stella variabile?
Un aspetto curioso di Shedir è che essa è stata classificata in innumerevoli studi del XIX secolo come stella variabile. Era classificata tale in un articolo 1937, in cui si affermava che essa varia dalla magnitudine apparente 2,2 alla 2,8. Tuttavia da quando sono disponibili strumenti più sofisticati di misura della luminosità, quali quelli elettronici, Shedir non pare cambiare la sua luminosità.
Le ipotesi sono due: o le variazioni di luminosità osservate in passato erano dovute a errori di misura, il che è tuttavia strano vista la loro quantità, oppure Shedir era davvero una variabile in passato, ma non lo è più dai primi decenni del Novecento, il che è altrettanto strano perché di solito una stella variabile non smette di essere improvvisamente tale, sebbene possa mutare la lunghezza e i periodi di variabilità. Non resta quindi che continuare ad osservare questa stella e vedere se la sua variabilità ricomparirà.